# La Ciénega, Ocuilan
La Ciénega är en ort i kommunen Ocuilan i delstaten Mexiko i Mexiko. Samhället hade 649 invånare vid folkräkningen år 2020.